# Herb Radomia

Wersja uroczysta

Herb Radomia – jeden z symboli miejskich Radomia.

## Wygląd i symbolika
Herb przedstawia w polu czerwonym biały mur z pięcioma blankami z trzema wieżami o trzech blankach każda, z których środkowa wyższa oraz bramą, w której majuskuła „R” biała, nad bramą mitra książęca, nad tarczą korona królewska. Herb Radomia w wersji uroczystej zawiera ponadto po prawej stronie bramy herb papieża Jana Pawła II oraz labry z pokryciem białym i takimże podbiciem. 
Symbol papieski wzbogaca radomski herb o: dwa skrzyżowane w skos klucze św. Piotra, tiarę, stułę, wstęgę), krzyż łaciński oraz złotą literę „M”, oznaczającą Maryję.

## Historia
Historia herbu Radomia sięga czasów między latami 1364 a 1421. W 1364 roku Kazimierz Wielki przeniósł Radom z prawa średzkiego na magdeburskie. Z 1421 roku natomiast pochodzi pierwsza wzmianka w źródłach pisanych o posiadaniu przez miasto pieczęci. Pierwsza data cezury czasowej jest umowną. Przypuszcza się, że wraz z reorganizacją Radomia na skutek nadania niemieckiego prawa lokacyjnego wyłonił się samorząd miejski. Umożliwiało to otrzymanie przez miasto własnego herbu. Z drugiej zaś strony ten proces mógł trwać kilkadziesiąt lat, co przesunęłoby datę otrzymania herbu wstecz lub do przodu.
Najstarszy odcisk stempla miejskiego zachował się na dokumencie pochodzącym z 4 czerwca 1421 roku. Dokument jest poświadczeniem przez rajców radomskich dobrego urodzenia Macieja Radomierzy z Radomia, syna mieszczanina Bogusława Busza i Wojciechy. Za pośrednictwem odcisku pieczęci zachował się wizerunek pierwszego godła Radomia, przedstawiający przypuszczalnie majuskułową literę „R”, otoczoną łacińskim napisem ◊ + ◊ [SI]GILLU[M] MIN'(US) CIV[I]TA'(TIS) RADO'(MENSIS). Samo wyobrażenie napieczętne pochodzi z okresu przedheraldycznego: piętnastowieczne godło nie posiadało jeszcze tarczy herbowej. Składało się z trzech elementów. W centrum znajdowała się gotycka majuskulna litera, zwieńczona królewską koroną. Z obydwu stron litery mieściły się roślinne motywy (lepiej widoczne po lewej stronie). Przedstawiały krzew lub drzewo z siedmioma gałązkami, przy czym pięć z nich zakończone były pąkami lub listkami.
Litera w godle Radomia najczęściej jest identyfikowana jako „R”. Przemawiają za tym późniejsze wyobrażenia godła radomskiego, jednak może przedstawiać także literę „K”. Ryte w XIV-XV stuleciach litery „K” były zaopatrywane od góry w belki, łączące prawe górne ramię znaku z trzonem litery. W tym przypadku najstarszym herbem Radomia mógł być monogram króla Kazimierza Wielkiego, za czym przemawia także umieszczona nad literą korona.
W 2022 prezydent Radomia powołał komisję do spraw znaków i symboli miasta, której wobec braku opinii Komisji Heraldycznej powierzono ustalenie poprawnego wizerunku herbu. Efektem podjętych prac stało się Studium Historyczno-Heraldyczne nad herbem Radomia, opracowane przez dr. hab. Tomisława Giergiela z Katedry Archiwistyki i Nauk Pomocniczych Historii w Instytucie Historii na Uniwersytecie Marii Curie-Skłodowskiej w Lublinie. Kontrowersje budzą takie elementy herbu, jak: kolorystyka, kształt tarczy herbowej i jej bordiury, użytych koron, obecność w herbie tak labrów rycerskich, jak i herbu papieskiego. W końcu 2022 zaprezentowano projekt graficzny herbu miasta, odpowiadający zasadom heraldyki i nawiązujący do wizerunku pieczęci z 1421.

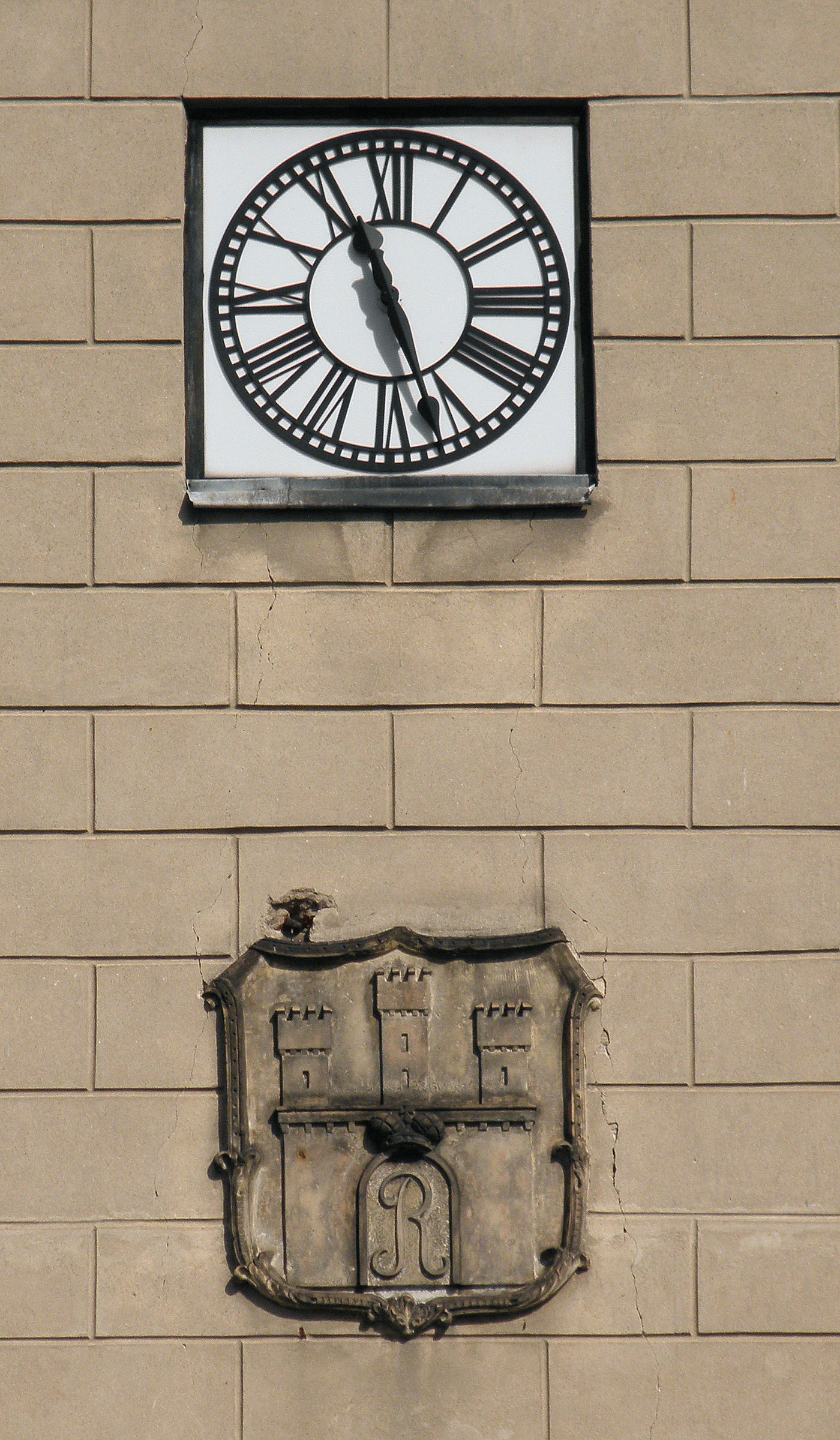
Herb na budynku Ratusza
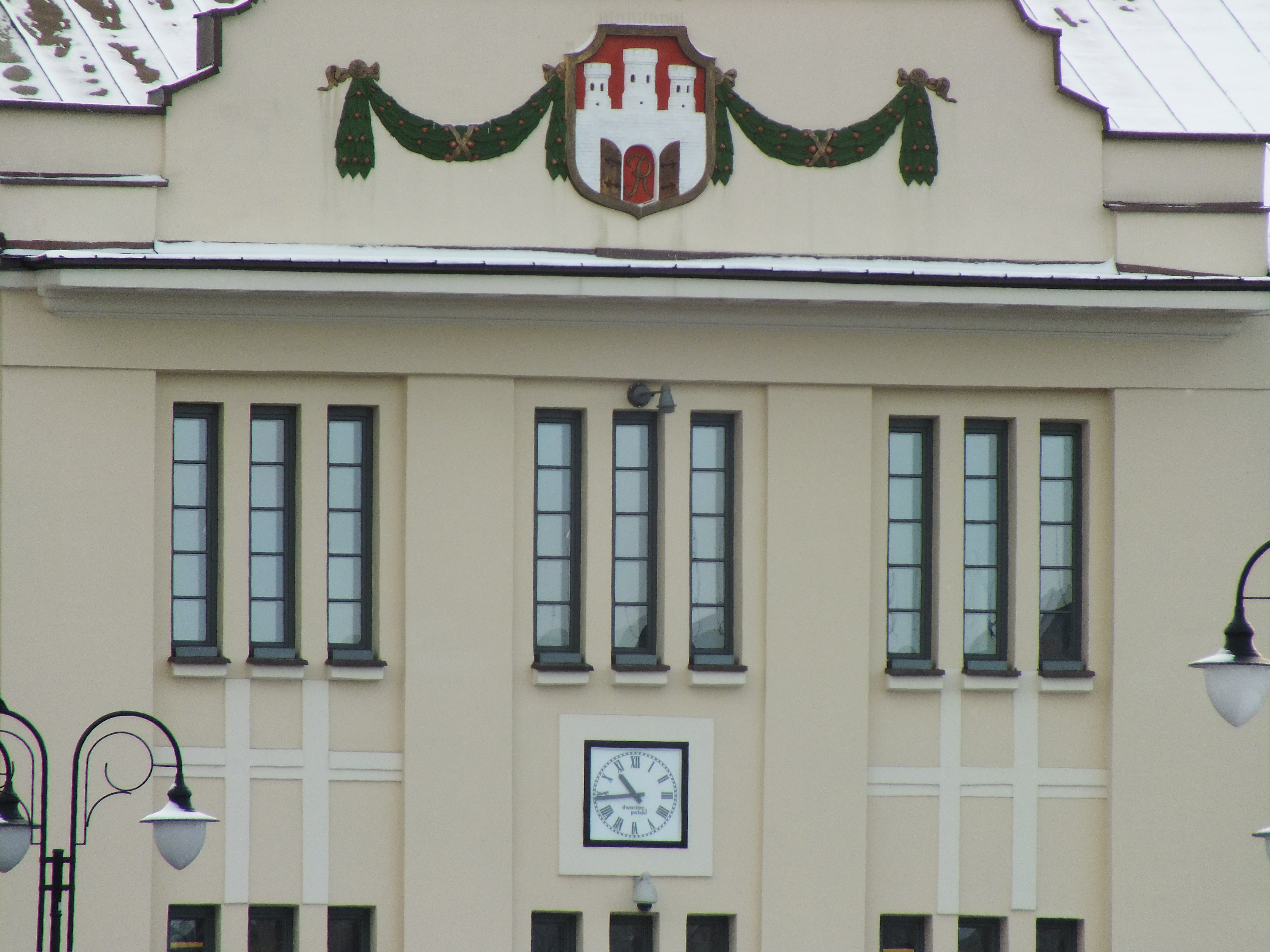
Herb na gmachu dworca kolejowego
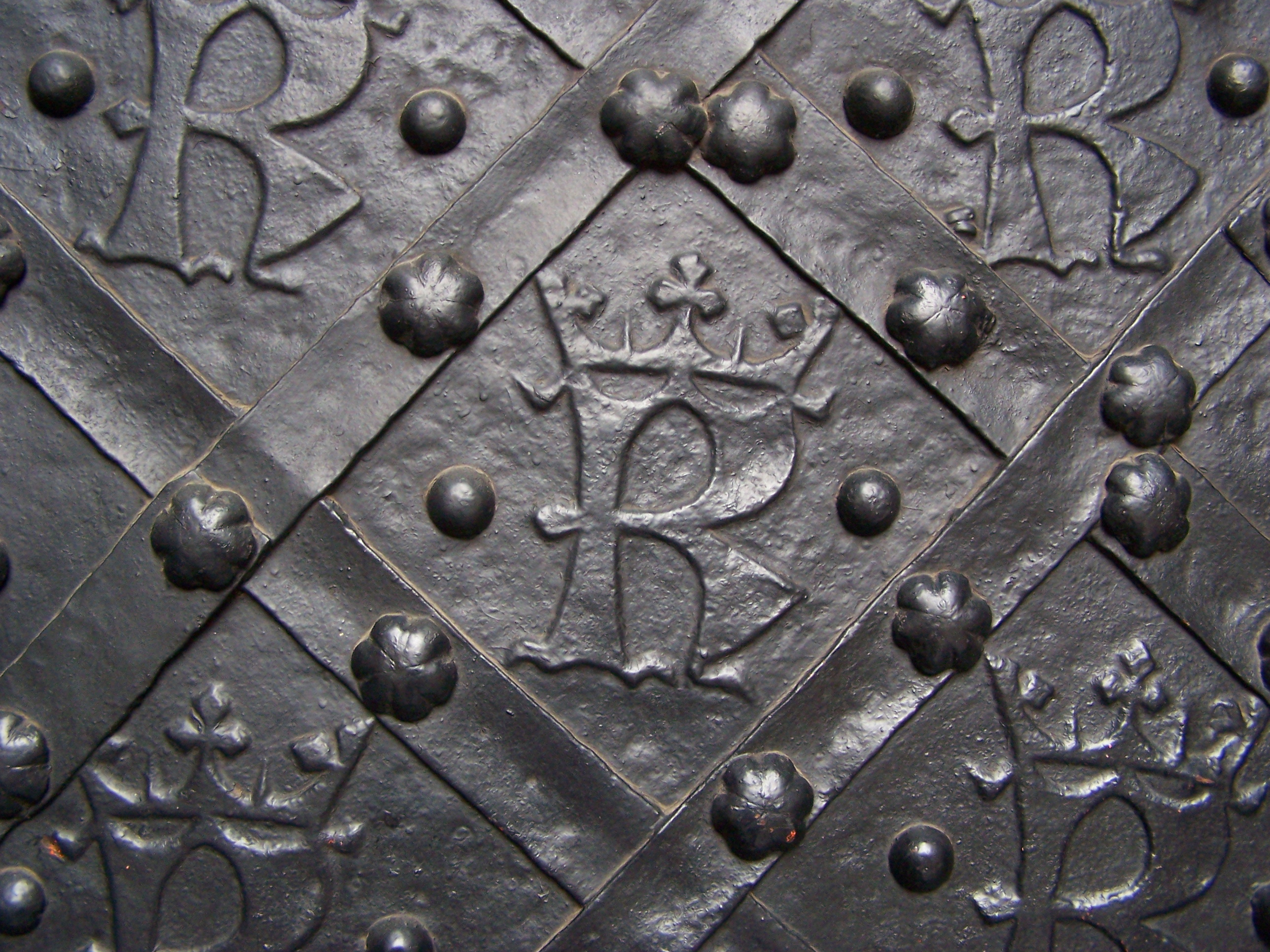
Monogram Kazimierza Wielkiego na drzwiach katedry krakowskiej